# Astropyga magnifica
Astropyga magnifica is een zee-egel uit de familie Diadematidae.
De wetenschappelijke naam van de soort werd in 1934 gepubliceerd door Austin Hobart Clark.